# آولسهایم
آولسهایم (به فرانسوی: Avolsheim) یک کمون در فرانسه با جمعیت ۷۴۰ نفر است که در Canton of Molsheim واقع شده‌است.